# رواق (عمارة)

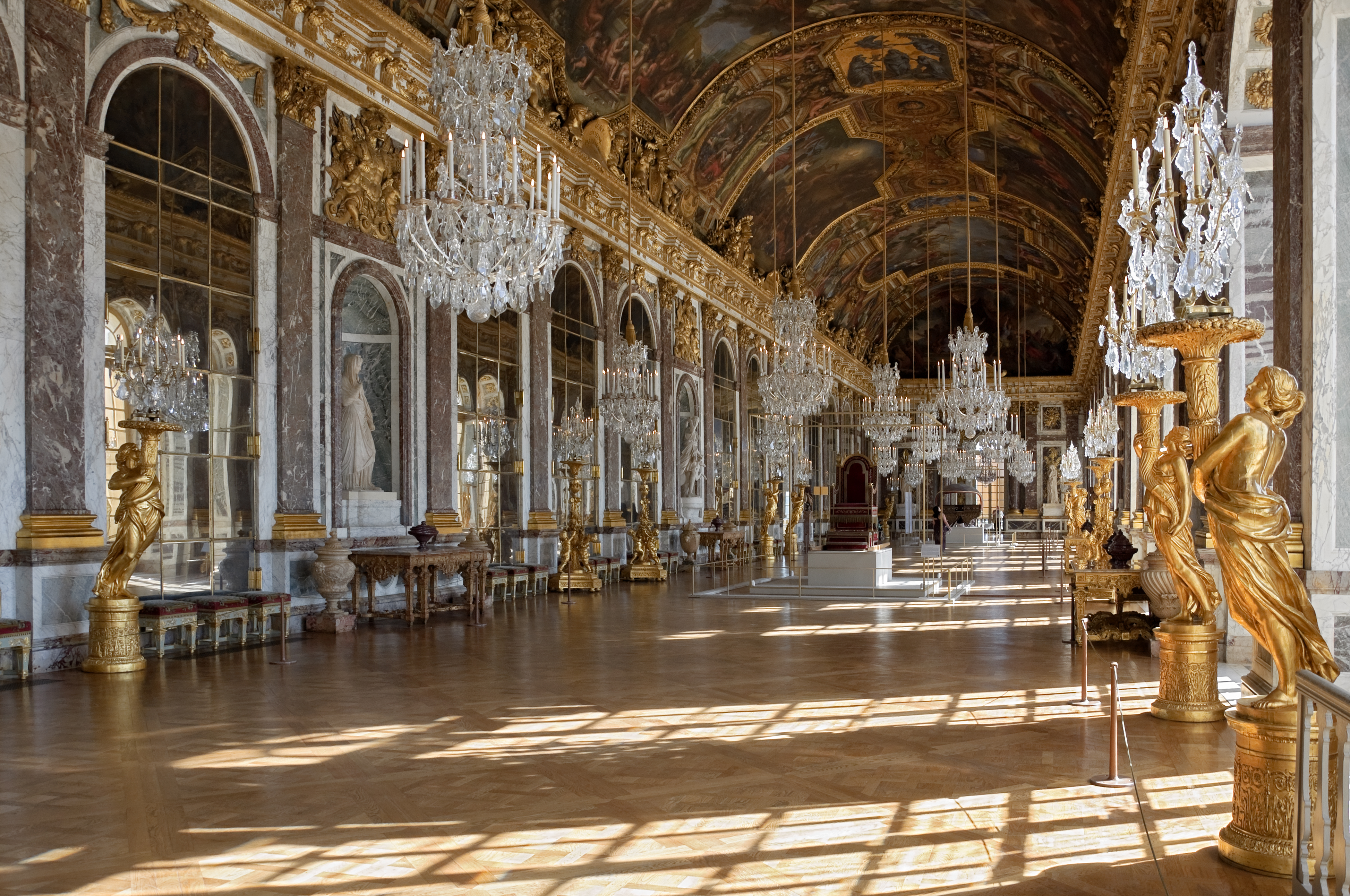
منظر لقاعة المرايا في فرساي

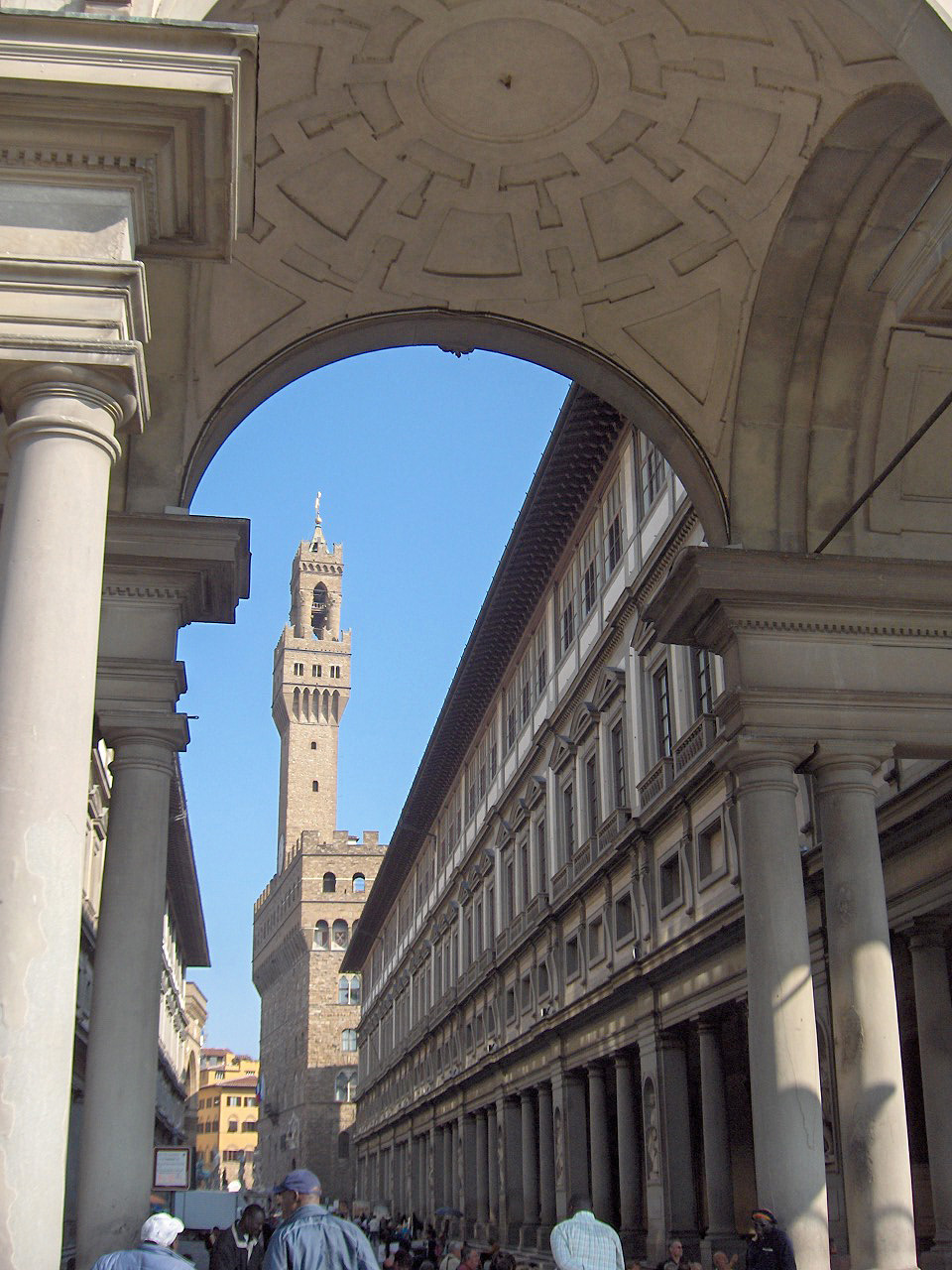
منظر لرواق أوفيزي في فلورنسا

الرواق هو مساحة مغطاة أو غرفة طويلة تُستخدم مكانًا للإقامة والمرور وللتواصل بين مختلف أقسام المبنى وللتجول وعرض الأعمال الفنية. الرواق في العمارة غرفة طويلة وضيقة، وغالبًا ذات سقف مرتفع. في بريطانيا، كانت الأروقة الطويلة شائعة في المنازل الإليزابيثية واليعقوبية. غالبًا ما كانت تقع في ذلك الوقت في الطابق العلوي من المنازل الكبيرة ، وتمتد عبر واجهة المبنى بالكامل. خدمت عدة أغراض: استخدمت للترفيه عن الضيوف، لممارسة الرياضة في شكل المشي عندما كان الطقس سيئاً، ولعرض مجموعات فنية.

## المميزات
يتميز هذا النوع من الغرف بطول كبير جدًا يتناسب مع العرض الكبير وبارتفاع متغير،، والذي يُنشئ وفقًا لاستخدامه.
كان يتألف في الأصل من مدات من الأقبية في المباني، منذ العمارة الشرقية القديمة. يشهد طابعها المتمثل في البناء بجدران ضخمة وبمدلولها للفضاء المراد تجاوزه، الالتزام بالقيام بوجهة محددة، وعلى وجود السلطة التي بنته. استمر هذا المفهوم الديني أو العلماني حتى القرن التاسع عشر. . استخدم نموذج الرواق الأولي في العمارة الدينية : في الكنيسة، الصحن أو الوعاء هو مكان التجمع والتأمل الذي يتطلب في نفس الوقت رحلة من الباب إلى المذبح. مع نصف الطوابق التي تحد المعرض، نجد هذا المفهوم في العديد من المباني العامة ذات أهمية معينة (مباني المكاتب والمكتبات، وما إلى ذلك).

## أنواع الأروقة
عادة يحدد الرواق (gallery) :
- مكان إقامة داخل مبنى مثل قاعة المرايا في قصر فرساي؛

- مكان للممر أو المشي، مغطى، أطول بكثير من عرضه[4]، مهييئة من الخارج في الواجهة في قاعدة المبنى مثل معرض أوفيزي في فلورنسا؛

- مكان للإقامة وممر يوفر الظل على حافة حديقة داخلية يمكن أن تشكل فناءً؛

- في المسرح، شرفة مقوسة، مع عدة صفوف من الكراسي التي تم إنشاؤها حول محيط الغرفة. الموقع محجوز للمتفرجين، وهو يختلف عن الحامل المقوس في أن هذه المساحة لا تحتوي على مظهر الغرفة؛

- مساحة عرض طويلة وأطول مما هي واسعة، مثل المساحات التي تشكل على سبيل المثال القصر الكبير في باريس؛ أعطى هذا الشكل المعارض الفنية بالمفهوم الحديث الذي لا يهتم بالشكل؛

- مكان للتجارة، مجموعة من المتاجر مرتبة في ممر بين شارعين تحت إطار معدني مزجج؛ أعطى هذا الشكل من مراكز التسوق مراكز التسوق بالمعنى الحديث الذي لا يهم شكله؛

- ممر تحت الأرض أو مغطى، ذو أصل عسكري : الممر الذي قام به المحاصرون للاقتراب من معقل (يسمى أيضًا لغمًا أو سابقًا حُليق الرواق التي صنعها خبراء الهندسة العسكرية)؛ أعطى هذا النموذج صالات العرض تحت الطريق بالمعنى الحديث الذي ليس استخدامه عسكريًا؛

- في مبنى، ممر تقني أفقي أكبر من مجرى الهواء، يمكن الوصول إليه بشكل عام لموظفي الخدمة ومحميين من الجمهور، وللكابلات والأنابيب يصير رواقًا فنيًا.

## أمثلة في المملكة المتحدة
يمكن مشاهدة الأروقة الطويلة البارزة في المملكة المتحدة على:
ضف فقرة
- ألثورب، نورثهامبتونشاير
- قاعة أفيثورب، نورثهامبتونشاير
- أستون هول، برمنغهام[5]
- Blickling Hall، نورفولك
- بورغلي هاوس، بالقرب من ستامفورد، لينكولنشاير
- قلعة بروتون، أوكسفوردشاير
- قاعة بيرتون أغنيس، يوركشاير
- قاعة بورتون كونستابل، يوركشاير[6]
- تشارلتون هاوس، لندن[7]
- هادون هول، ديربيشاير[8]
- هام هاوس، لندن
- قاعة هاردويك، ديربيشاير
- هاتفيلد هاوس، هيرتفوردشاير[9]
- ليتل مورتون هول، شيشاير
- لونغ ليت، Wiltshire – يسمى الرواق الآن الصالون
- لايم بارك، شيشاير
- مونتاكوت هاوس، سومرست
- أوسترلي بارك، لندن
- قصر سكون، بيرثشاير
- قاعة سودبوري، ديربيشاير
- سيون هاوس، لندن[10]
- تمبل نيوسام هاوس، يوركشاير – رواق يعقوبي طويل،عُدل لاحقًا ويطلق عليه الآن رواق الصور

## معرض صور

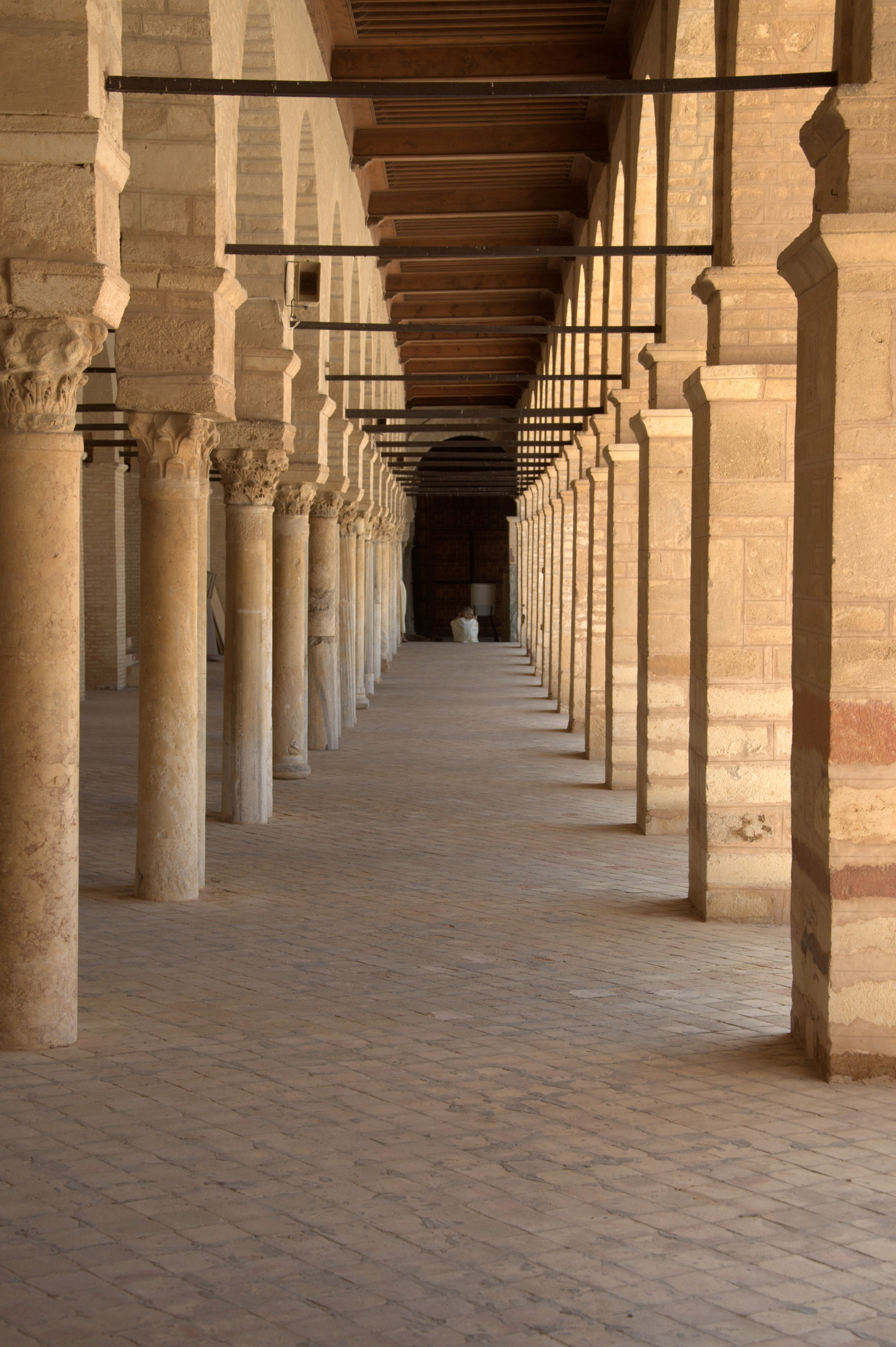
صورة لرواق يطل على ساحة المسجد الكبير بالقيروان ( تونس )
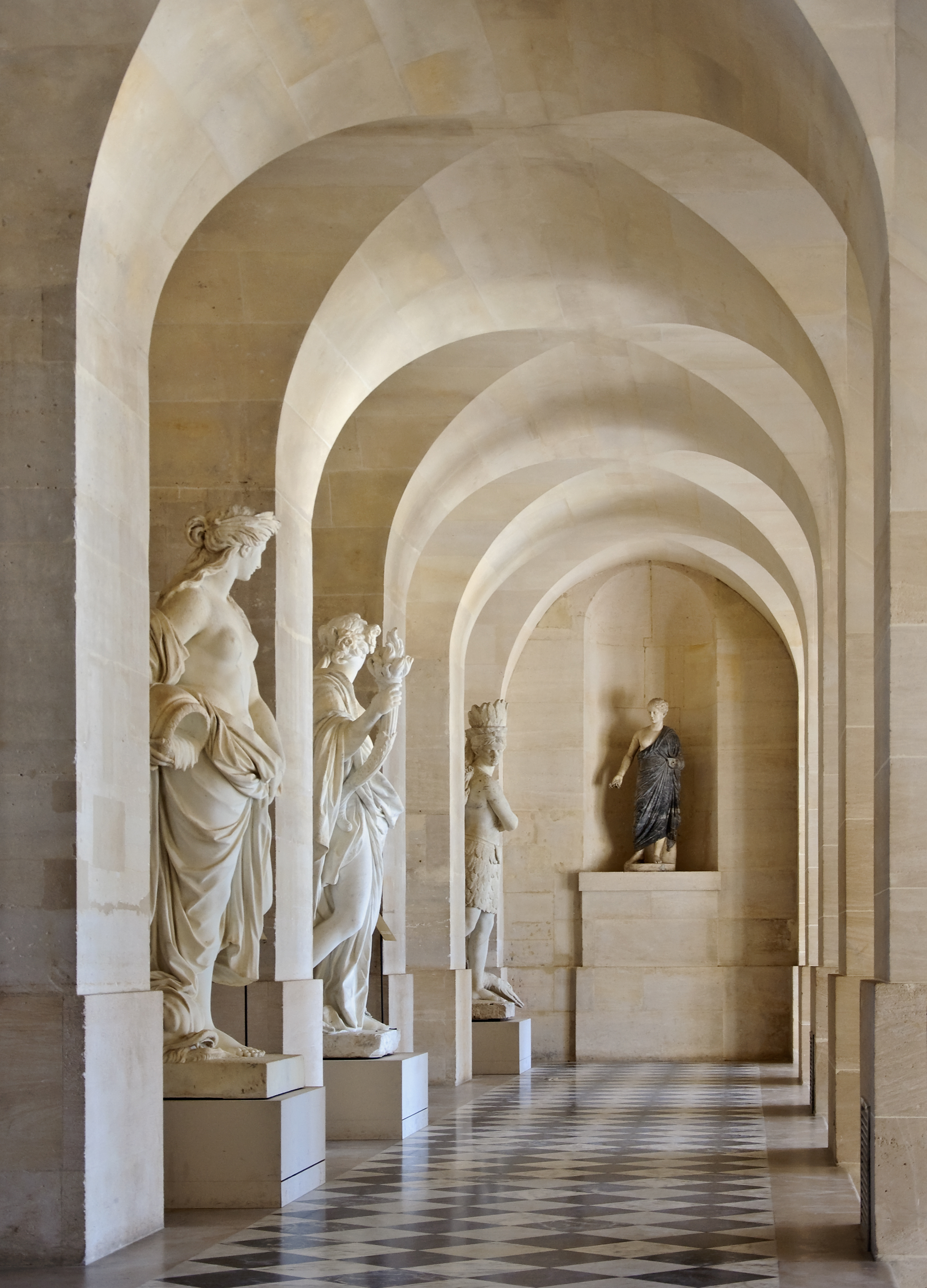
منظر للرواق السفلي في الطابق الأرضي من قصر فرساي .
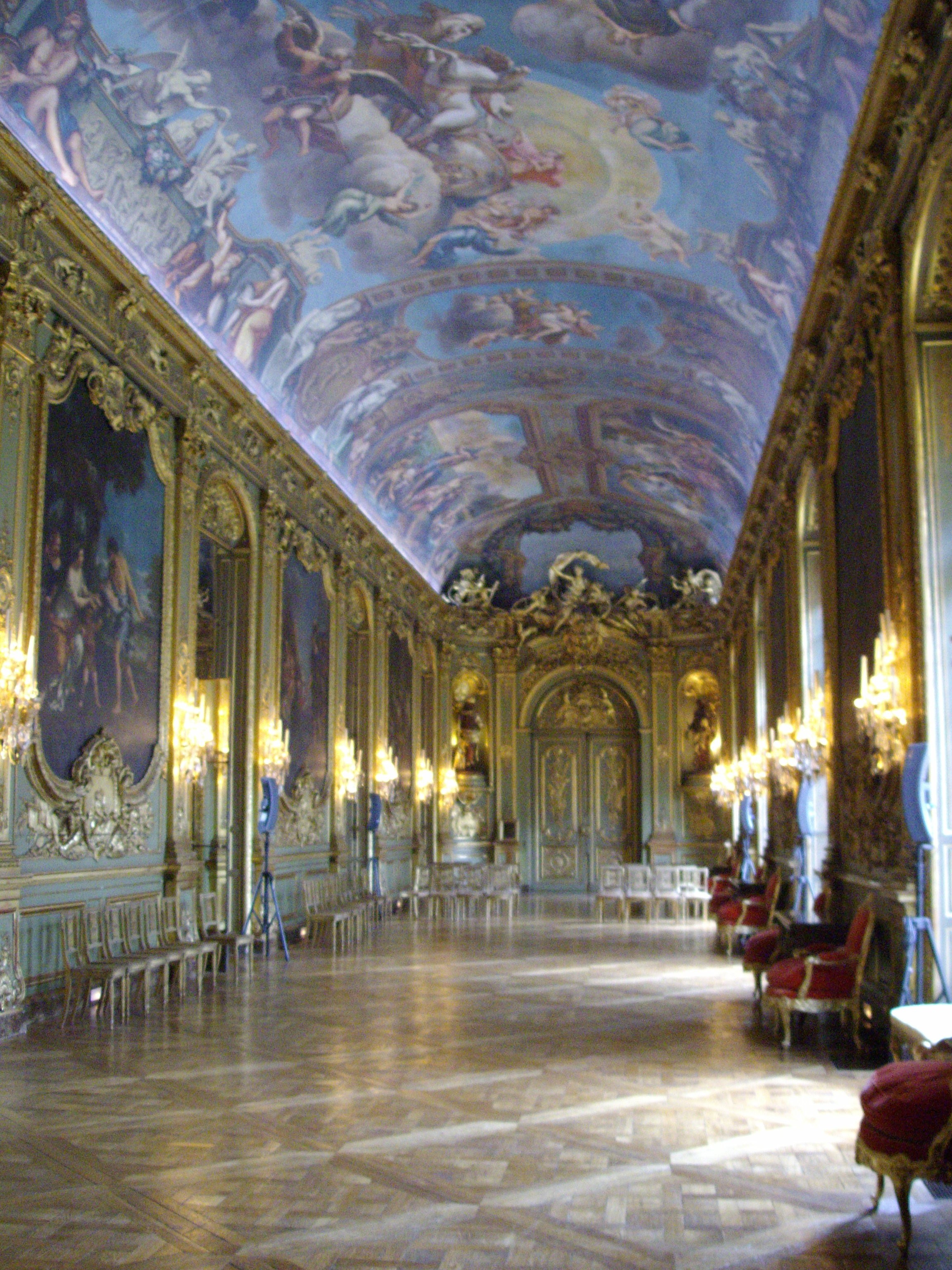
منظر للرواق الذهبي لفندق تولوز.
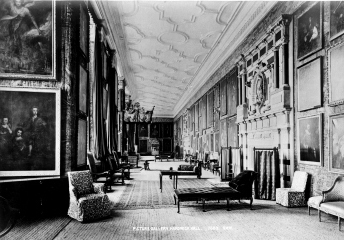
رواق هاردويك هول في تسعينيات القرن التاسع عشر
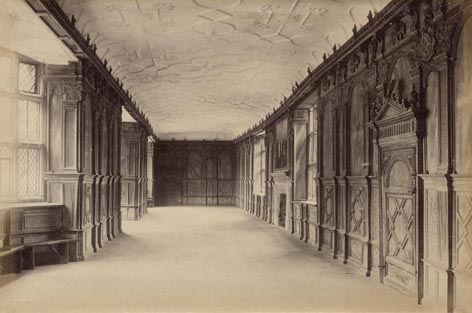
رواق قاعة هادون 1890
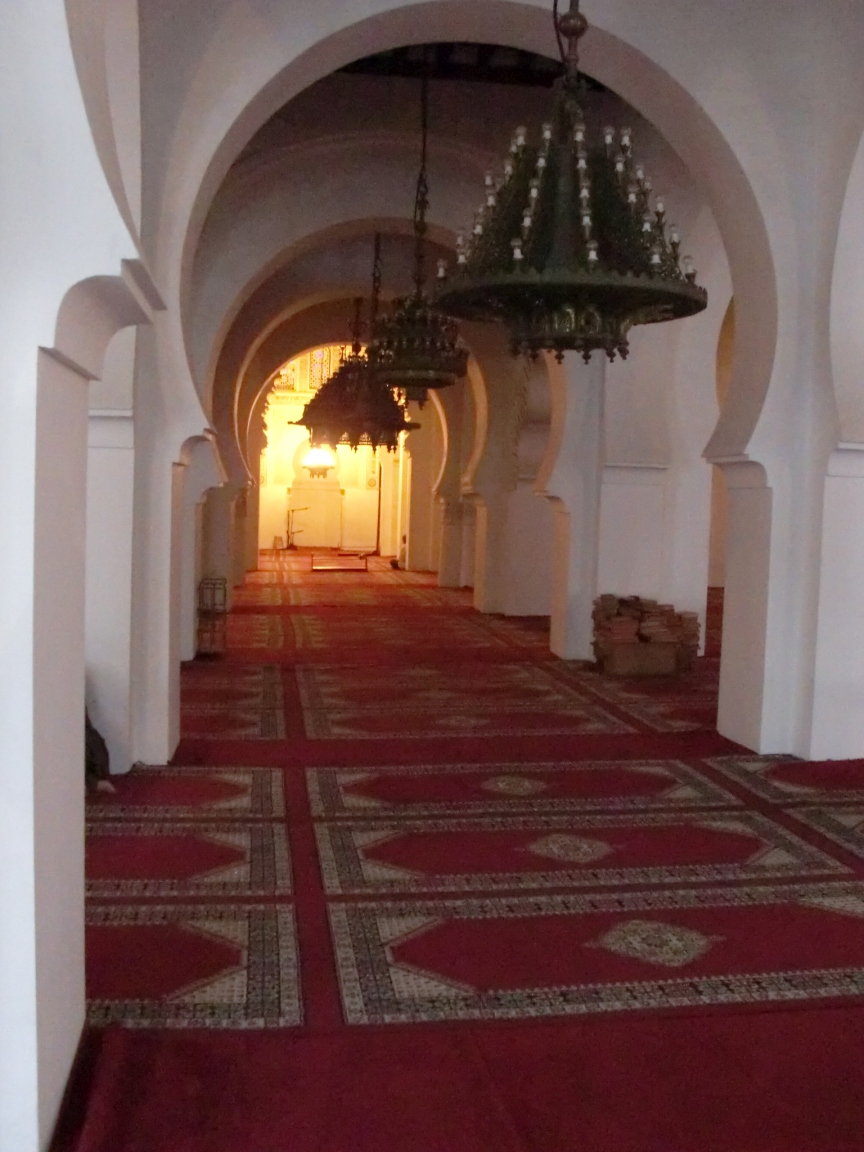
الرواق المركزي لمسجد القرويين المؤدي إلى المحراب. يمكن رؤية بعض الثريات المزخرفة من العصرين الموحدي والمريني.
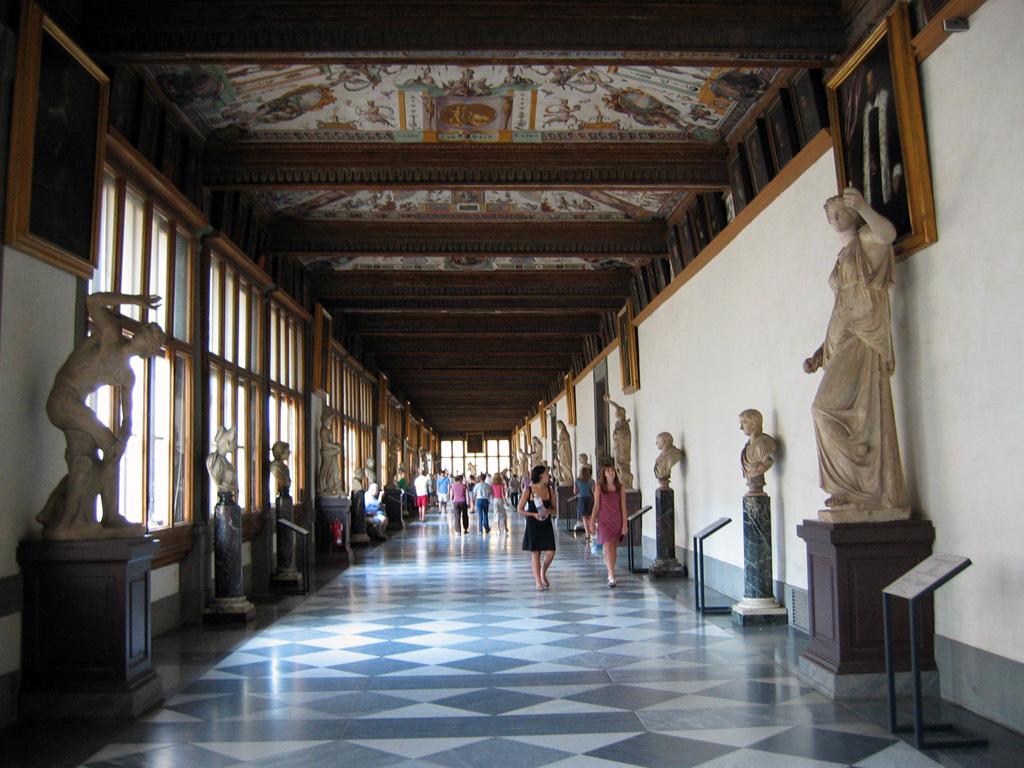
الممر الشرقي ، معرض أوفيزي ، فلورنسا .
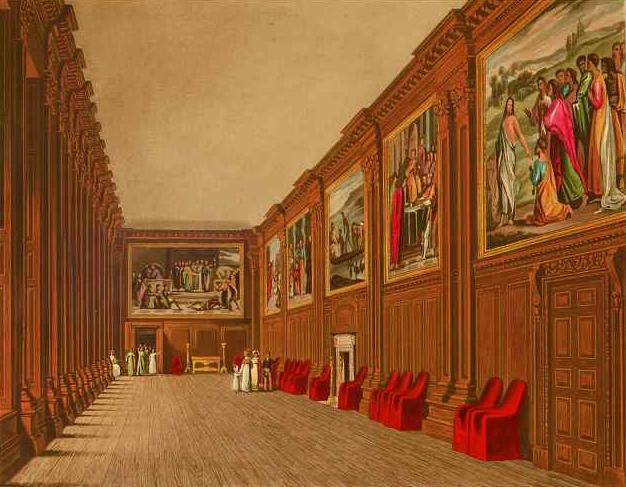
رواق في هامبتون كورت ، لندن .